# Peter Müller (Mediziner)
Peter Müller (* 21. November 1836 in New Orleans; † 25. November 1922 in Konstanz) war ein deutscher Gynäkologe und Hochschullehrer.

## Leben
Peter Müller kam im Alter von drei Jahren mit seinen Eltern aus den USA nach Klingenmünster. Er besuchte das humanistische Gymnasium am Kaiserdom in Speyer. Nach dem Abitur studierte er an der Julius-Maximilians-Universität Würzburg und der Eberhard Karls Universität Tübingen Medizin. 1857 wurde er im Corps Rhenania Würzburg recipiert. 1861 legte er die Staatsprüfung in München ab. 1862 wurde er in Würzburg zum Dr. med. promoviert. Anschließend war er bis 1866 Assistent bei Friedrich Wilhelm von Scanzoni. Als solcher schilderte er vermutlich erstmals die Pyelonephritis einer Schwangeren. Nach seiner Teilnahme als Stabsarzt am Deutschen Krieg bildete er sich in Berlin und München fort. 1868 habilitierte er sich in Würzburg für Gynäkologie. Seine Wohnung befand sich zu dieser Zeit in der dortigen Entbindungsanstalt. Von 1869 bis 1874 war Müller Vorsitzender des Ärztlichen Bezirksvereins Würzburg. 1873 wurde er zum außerordentlichen Professor mit Lehrauftrag der Universität Würzburg berufen. Ein Jahr später berief ihn die Universität Bern als o. Professor für Geburtshilfe und Gynäkologie und Direktor der neu zu errichtenden kantonalen Entbindungs- und Frauenkrankenanstalt Bern. Im akademischen Jahr 1882/83 war er Rektor der Universität Bern. 1911 wurde er emeritiert. Unter der Führung von Müller erlangte die Berner Frauenklinik hohes Ansehen in der Fachwelt.

## Schriften
- Bericht über die Ereignisse auf der unter Leitung des Geheimrath Prof. Dr. v. Scanzoni stehenden Geburtshilflichen Klinik zu Würzburg vom 1. November 1856 bis 31. Oktober 1863, Würzburg 1865
- Untersuchungen über die Verkürzung der Vaginalportion in den letzten Monaten der Gravidität, 1868
- Über des Berner Stadtarztes Wilhelm Fabricius Hildanus Leben und Wirken, 1882
- Der moderne Kaiserschnitt, 1882
- Die Unfruchtbarkeit der Ehe, 1885
- Die Krankheiten des weiblichen Körpers in ihren Wechselbeziehungen zu den Geschlechtsfunctionen, 1888
- Die Beziehungen der Allgemeinleiden und Organerkrankungen für Schwangerschaft, Geburt und Wochenbett.